# Bratovoești (gmina)
Bratovoești – gmina w Rumunii, w okręgu Dolj. Obejmuje miejscowości Bădoși, Bratovoești, Georocu Mare i Prunet. W 2011 roku liczyła 3313 mieszkańców.